# Liste des Chevaliers de la Table ronde

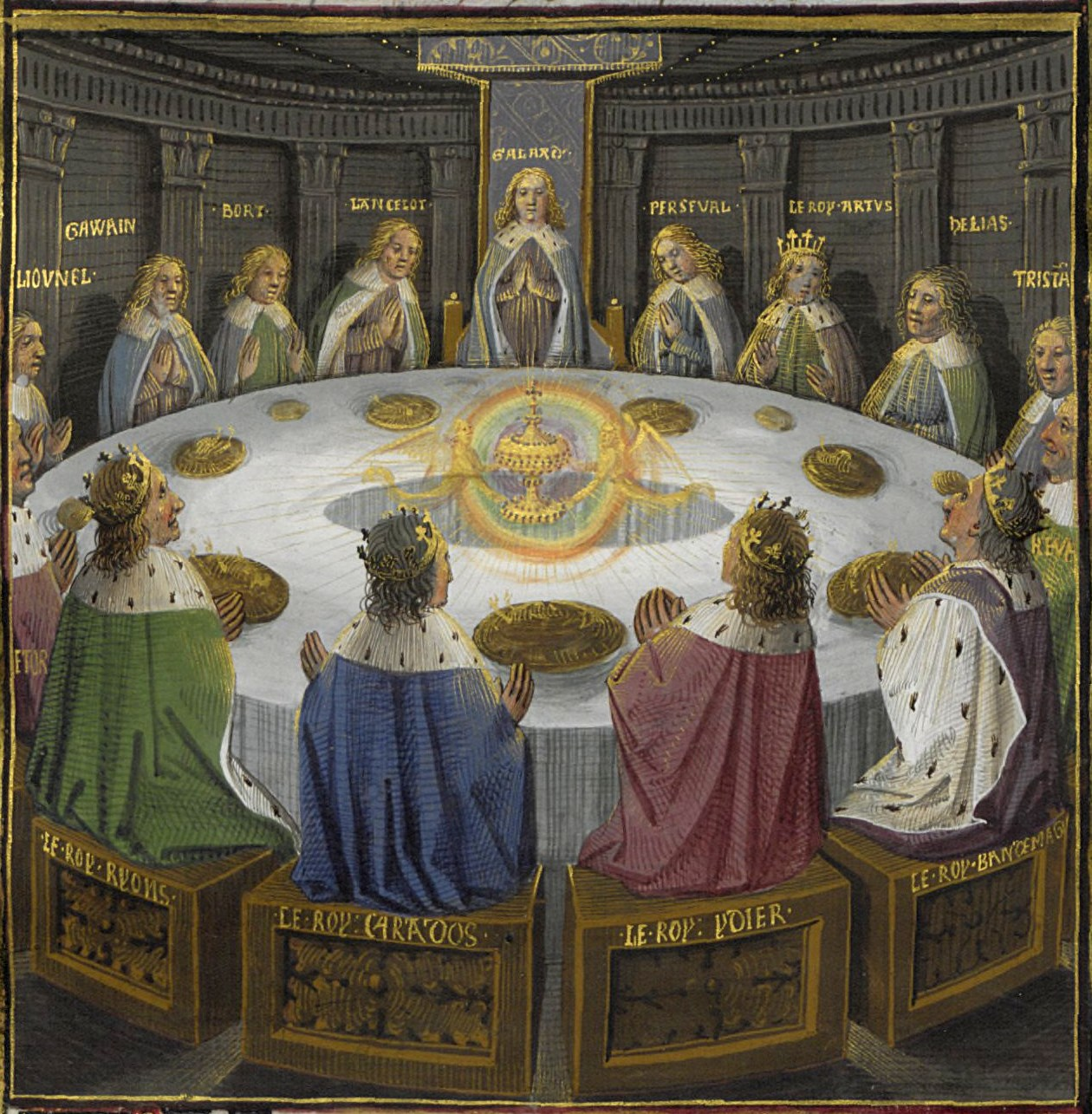
Les chevaliers du roi Arthur, réunis autour de la table ronde pour célébrer la Pentecôte, ont une vision du Saint Graal.
Manuscrit du Lancelot en prose, Folio 610v, BNF Fr 116.

Cette liste recense des chevaliers étant cités comme siégeant à la Table ronde dans les récits appartenant au cycle arthurien. Chrétien de Troyes en nomme un grand nombre dans son roman Érec et Énide, sans qu'ils jouent forcément un rôle particulier.
Le nombre (toujours symbolique) et les noms varient selon les textes. Les premières sources en recensent 24, 36 ou 72. Pour Robert de Boron, ils sont 50. Dans d'autres versions comme Le Morte d'Arthur de Thomas Malory, ils sont 150. Le livre Les Blasons des chevaliers de la Table ronde en donne 170, le livre de Michel Pastoureau, Les Chevaliers de la Table ronde : Histoire d’une société imaginaire en recense 239 (vivant sur quatre générations) à travers des sources françaises du XIIe au XVe siècle. À la fin du Moyen Âge, certains auteurs en évoquent même 600. La Table ronde du Château de Winchester, peinte en 1522 sous le règne d'Henri VIII, contient 25 places nominatives, y-compris celle de roi.

## Principaux chevaliers de  la Table ronde
Ce sont les chevaliers qui apparaissent le plus souvent dans les œuvres du cycle arthurien, ceux qui accomplissent les plus grands exploits, et ceux à qui il est parfois consacré un ouvrage entier.
- Le roi Arthur, grand chevalier de la Table ronde et roi de Logres ;
- Bédivère, chevalier qui restitue l'épée Excalibur à la Fée Viviane (ou Dame du Lac) ;
- Bohort, cousin de Lancelot, frère de Lionel, un des chevaliers à réussir la quête du Graal ;
- Caradoc Freichfras, personnage central du livre La Vie de Caradoc ;
- Claudin, fils de Claudas de la Terre Déserte, il achève la quête du Graal dans le Lancelot-Graal ;
- Cligès, héros du roman de Chrétien de Troyes Cligès ou la Fausse morte;
- Érec, fils du Roi Lac, époux d’Énide, héros du roman Érec et Énide où il est « le second de tous les bons chevaliers » ;
- Galaad ou Galahad, fils de Lancelot du Lac, un des chevaliers qui contemplent le Graal ;
- Gareth ou Gahériet, fils du roi Lot d'Orcanie, frère de Gauvain, et neveu du roi Arthur ;
- Gauvain, fils du roi Lot d'Orcanie et neveu du roi Arthur, l'un des principaux chevaliers de la Table Ronde, cité comme le premier d'entre eux dans Érec et Énide;
- Girflet ou Jaufré, fils du roi Do, héros du Roman de Jaufré;
- Hector des Mares, fils illégitime du roi Ban de Bénoïc, demi-frère de Lancelot ;
- Keu le sénéchal, frère nourricier d'Arthur;
- Gliglois, dans le roman éponyme ;
- Lancelot du Lac, le meilleur chevalier du monde, fils du roi Ban de Bénoïc et de la reine Hélène; cousin de Lionel et de Bohort ;
- Léodagan, roi de Carmélide, père de la reine Guenièvre;
- Lionel, fils de Bohort de Gaunes et frère de Bohort le Jeune ; cousin de Lancelot;
- Mordred, fils adultère d'Arthur et de sa demi-sœur, assassin de son père ;
- Perceval le Gallois, un des chevaliers qui trouvent le Graal ;
- Tristan, héros du conte Tristan et Iseut;
- Yvain le Preux, le Chevalier au lion, fils du roi Urien.

## Chevaliers secondaires
Ce sont des chevaliers dont on connait peu de choses. Leur rôle n'est généralement pas déterminant pour l'histoire. Ils servent parfois de faire-valoir à des chevaliers plus illustres.
- Accolon (Accolon de Gaule), amant de la fée Morgane dans Merlin et Le Morte d'Arthur.
- Agravain, second fils du roi Lot d'Orcanie et de la reine Morgause, frère de Gauvain et neveu du roi Arthur reconnu pour être le mangeur de la cour ;
- Alexandre. Dans Cligès ou la Fausse Morte, il est le fils de l'empereur de Grèce et de Constantinople, également nommé Alexandre, et de Tantale. Il a un frère cadet nommé Alis. Il se rend en Bretagne, à la cour du roi Arthur, pour y trouver gloire et honneurs. Il capture le traître Angrès de Windsor pour le compte du roi. Il tombe amoureux de Soredamor avec qui il a un fils baptisé Cligès. Après la mort de l'empereur, Alis, qui croit son frère disparu dans un naufrage, prend la succession. Apprenant la nouvelle, Alexandre retourne en Grèce avec femme et enfant pour réclamer son dû. Lorsque Cligès est en âge d'être fait chevalier, Alexandre l'envoie à son tour à la cour d'Arthur[1].
- sir Benie, fils d’Alphonse des terres brûlés, il réussit à libérer dame Keith en tant que héros du roman chrétien La Face brûlée[réf. nécessaire] ;
- Blanor de Gaunes, le fils de Nestor et frère du chevalier Bliobléris dans le Lancelot en prose. Il est donc un cousin de Lancelot du Lac[2]. Il défie le roi Anguisshe d'Irlande mais est battu par Tristan. Quand Lancelot et la reine Guenièvre sont accusés de trahison, Blanor prend le parti de Lancelot[3].
- Calescalain (ou Gallessin) ;
- Calogrenant, cousin germain d'Yvain le Preux ;
- Dagonet ou Daguenet le Couard[2], à la fois chevalier et fou du roi[4] ;
- Elyan le Blanc (ou Hélain le Blanc), fils de Bohort et de Claire, fille du roi Brandegoris;
- Gaheris ou Guerrehet, fils du roi Lot d'Orcanie, frère de Gauvain, et neveu du roi Arthur ;
- Galehaut, dans le Tristan en prose  et Lancelot-Graal ;
- Gornemant de Gorhaut, cité dans Lancelot ou le Chevalier de la charrette, il dispense à Perceval son éducation à la chevalerie dans Perceval ou le Conte du Graal et Les Merveilles de Rigomer. Cité comme le quatrième meilleur chevalier dans Érec et Énide (Gonemant de Gort) ;
- Hoël, roi de Petite Bretagne ou duc d'Armorique selon les versions ;
- Hunbaut, chevalier calme et réfléchi dans le roman éponyme ;
- Lamorak de Gulis, frère aîné de Perceval le Gallois ;
- Lanval, dans un des Lais de Marie de France ;
- Lohot, le fils d'Arthur et de Guenièvre ;
- Méliant du Lys, chevalier vaillant et hardi, élevé par Thibaut de Tintagel dans Perceval ou le Conte du Graal, orthographié Mélian du Lis dans Merlin de Robert de Boron. Fils du Chevalier du Gaste Manoir et neveu du roi Claudas, allié à Brian des Îles dans Perlesvaus. Il est cité comme le septième des meilleurs chevaliers dans Érec et Énide ;
- Méraugis, fils du roi Marc'h (Marc de Cornouailles) et cousin de Tristan, ami et rival de Gauvain dans Méraugis de Portlesguez de Raoul de Houdenc ;
- Mériadeuc, ancien écuyer de Gauvain, héros du roman Le Chevalier aux deux épées ;
- L’Orgueilleux de la Lande, défait par Perceval (Le Conte du Graal, Chrétien de Troyes), il se met au service du roi Arthur (Érec et Énide, Perlesvaus) ;
- Palamède (ou Palamydes), rival puis le compagnon du chevalier Tristan.
- Pellinor de Listenois, le père de Perceval, Lamorak, Agloval et Dornar.
- Pharamond (ou Faramon), roi gaulois ;
- Sagremor le Desrée, petit-fils de l'Empereur Adrien de Constantinople, chevalier impétueux ;
- Ségurant le Brun, personnage principal de Ségurant, le chevalier au dragon[5],[6], chevalier qui, à la cour du roi Arthur, se lance à la poursuite d’un dragon ;
- Yder, Ydier du Mont Douloureux, Hyder ou Edern, roi de Cornouailles, fils de Nut, présent dans l'Historia regum Britanniae, Érec et Énide, L'Âtre périlleux, Le Livre de Caradoc, Hunbaut, et surtout Le roman d'Yder, où ses aventures sont contées ;
- Ulfin Ridcaradoch ou Ulfius, compagnon d'armes d'Uther Pendragon puis d'Arthur.
- Wigalois, le fils de Gauvain et de sa nièce Florie, est le héros du poème courtois allemand du XIIIe siècle de Wirnt von Grafenberg, Wigalois, le chevalier à la roue. Wigalois, qui ne connaît pas son père, est élevé par celui-ci à la chevalerie. Il vit ensuite une série d'aventures dont il sort triomphant. Son fils, Lifort Gawanides, devient lui aussi un preux chevalier. Cette histoire connaît un grand succès dans les pays de langue allemande.

## Chevaliers peu connus
Un certain nombre de chevaliers sont juste cités, sans que leur histoire ou leur généalogie ne soit développée.
Parfois, on ne connait même pas leur nom.
- Agloval de Galles, fils de Pellinor de Listenois et frère de Perceval, chevalier de la Table-ronde dans le cycle Post-Vulgate, le Lancelot-Graal  et Le Morte d'Arthur ;
- Alymore, connu par la Table de ronde de Winchester[7] ;
- Amanguin, ou Amangon[2], roi dans Érec et Énide, il est l'organisateur de tournois dans Le Bel Inconnu de Renaud de Beaujeu[8] et dans Méraugis de Portlesguez[9] ;
- Andreas est grand chevalier, frère de Lancelot ;
- Baudemagus, cité notamment dans la Quête du Graal, et sous le nom de Bagomédès dans le manuscrit de Mons. C'est un roi bon et avisé, apprécié à la cour d'Arthur. Mais il retient prisonniers les chevaliers venus s'aventurer sur ses terres, une mauvaise coutume datant de querelles entre son oncle Urien et Utherpendragon. Il est le père de Méléagant.
- Bliobéris, cité dans Érec et Énide, fils de Nestor de Gaunes et frère de Blanor dans Lancelot en prose, aussi nommé Blihos Bliheris dans L’Elucidation de l'hystoire du Graal et Bleheris dans le Livre de Caradoc Il apparait également dans Ségurant ou le chevalier au dragon[10] . Il s'agit d'une une transposition du nom du poète gallois mythique Bledhericus, Bleheris ou Blihis qui serait, potentiellement, l'auteur d'un ou plusieurs romans arthuriens disparus[11].
- Bravain, cité dans Érec et Énide ;
- Bruian des Îles, cité dans Érec et Énide ;
- Brunar, connu par la Table de ronde de Winchester[7] ;
- Brunor ou Breunor le Noir, apparaît dans Tristan en prose, il est appelé « le bon chevalier sans peur » dans Palamedes et surnommé « le chevalier à la cote mal taillée » par Kay dans Le Morte d'Arthur. Il est le frère de Dinadan et Daniel et l'ennemi de Lancelot dans La Tavola Ritonda (1446)[12] ;
- Caveron de Roberdic, cité dans Érec et Énide ;
- Clamadeu, seigneur des îles, vaincu par Perceval, il devient chevalier à la cour d’Arthur (Perceval ou le Conte du Graal) ;
- Claudin, le fils du roi Claudas de la Terre Déserte ;
- Cynon, le plus jeune des chevaliers de la Table Ronde ;
- Daniel, dans le conte germanique Daniel von dem blühenden Tal ;
- Degore, connu par la Table de ronde de Winchester[7] ;
- Désanglois, Chevalier qui protégea le Royaume d'Irlande ;
- Dinadan ; Il apparaît dans Ségurant ou le chevalier au dragon, d'abord sous le nom de Chevalier aux dix gardes, puis sous celui de Dynadan[13]. Il est le fils du roi d'Estrangore et plaisante volontiers[14].
- Dodin le Sauvage ou Dodinel, cité dans Érec et Énide comme le neuvième des meilleurs chevaliers, dans Yvain ou le Chevalier au lion et dans le Manuscrit de Mons. Il a pour frère Galessin[2] ;
- Fergus, cité dans Perceval ou le Conte du Graal, personnage central du Roman de Fergus ;
- Gale le Chauve, cité dans Érec et Énide et dans Le Livre de Caradoc, il est le père de Perceval dans la 4e continuation du Conte du Graal[15] ;
- Galegantin le Gallois, cité dans Érec et Énide ;
- Gandelu, cité dans Érec et Énide comme le dixième des bons chevaliers « pour sa beauté » ;
- Gorvain Cadrus, ravisseur de la sœur de Gauvain ; repenti, il est fait chevalier de la Table Ronde dans Hunbaut ;
- Gronosis le Pervers, fils de Keu le sénéchal dans Érec et Énide ;
- Guinglain , fils de Gauvain et de la fée Blanchemal dans Le Bel Inconnu de Renaud de Beaujeu ;
- Haymon de Thérouanne,(480-543) Comte de Cambrai et de Boulogne[réf. nécessaire] ;
- Keu ou Key d'Estraux, neveu de Karado, dans Érec et Énide et le Lancelot en prose ;
- Le Beau Couard, cité dans Érec et Énide comme le cinquième chevalier et dans Le Livre de Caradoc. Dit aussi Le Couard Chevalier (Manuscrit de Mons) ou Le Chevalier Couard, il devient Le Chevalier Hardi dans Perlesvaus ;
- Le Bel Hardi, fils de Nut cité dans Le Livre de Caradoc. Le Hardi est le sixième chevalier dans Érec et Énide ;
- Le fils du roi Kénédic, cité dans Érec et Énide ;
- Le Frère de Samiramis, cité dans Hunbaut ;
- Le Laid Hardi, chevalier à l'armure noire dans Le Livre de Caradoc ;
- Le Riche Sodoier, cité dans Le Livre de Caradoc ;
- Le roi d’Estragale, cité dans Le Livre de Caradoc (peut-être Erec car son père était roi d'Ostregalles) ;
- Le Seigneur de Beaumanoir, cité dans Hunbaut ;
- Le Valet au Cercle d’Or, cité dans le Manuscrit de Mons ;
- Le Valet de Qintareus, cité dans Érec et Énide ;
- Louis, chevalier dont le nom figure sur une tombe, avec ceux d’Yvain et Gauvain, dans Lancelot ou le Chevalier à la charrette ;
- Lucan, dit le « bouteiller », échanson d'Arthur, cousin de Girflet. Dans La mort le roi Artu, Lucan est tué par Arthur ;
- Mauduit le Sage, cité comme le huitième chevalier dans Érec et Énide ;
- Morien, le fils d'Agloval et d'une Maure dans le Roman de Moriaen ;
- Nivien, un chevalier qui apparaît notamment dans la Mort le Roi Artu, présenté comme étant le fils de Gauvain et de la fée Oriande.
- Pomelglois, fils du roi d’Irlande, chevalier preux et vaillant dans Lancelot ou le Chevalier à la charrette ;
- Saphar, fils cadet d'Escalbor, frère de Palamède et neveu d'Arphasar, connu par la Table de ronde de Winchester[7] ;
- Taulas de la Déserte, cité dans Érec et Énide comme n'étant « jamais las des armes », seigneur de Lyon dans Lancelot ou le Chevalier à la charrette ;
- Taulat de Roudement, adversaire de Jauffré, évoqué dans Hunbaut ;
- Urbain, fils de la Reine de la Noire-Épine dans Merlin de Robert de Boron ;
- Urgan, un des principaux chevaliers de la Table Ronde d’après Robert de Boron ;
- Yvain aux Blanches Mains, dans Merlin Robert de Boron ;
- Yvain l'Avoutre, fils du roi Urien, demi-frère d'Yvain le Preux[2], cité dans Érec et Énide et Perlesvaus ;